# HSM Castor - Maas
De serie HSM Castor - Maas was de laatste serie breedsporige stoomlocomotieven van de Hollandsche IJzeren Spoorweg-Maatschappij (HSM).
De Castor en Pollux werden in 1861 in dienst gesteld, de Amstel (tweede bezetting van die naam voor een locomotief) en Maas volgden in 1864. De Castor en Pollux hadden drijfwielen met een doorsnede van 2000 mm en een verwarmd oppervlak van 7,895 mm. De drijfwielen van de Amstel en Maas waren met 1980 mm iets kleiner, maar het verwarmd oppervlak was met 8,36 m2 weer groter. De locomotieven met hun grote drijfwielen voldeden goed. Doordat de achterste loopas onder de vuurkist was geplaatst in plaats van erachter liepen de locomotieven rustiger dan voorgaande typen.
Met de ombouw van het breedspoornet van de HSM naar normaalspoor, wat in 1866 gereed kwam, had de HSM geen emplooi meer voor breedsporige locomotieven. Vanwege de nog jonge leeftijd werden deze vier locomotieven aangewezen om te worden omgebouwd voor normaalspoor. Deze ombouw vond plaats tussen 1866 en 1868. De asindeling bleef hierbij 1A1. Naast dat ze de oorspronkelijke namen behielden, kregen ze ook de volgnummers 31-34. De locomotieven reden in zowel de breedspoorperiode als de normaalspoorperiode met name voor reizigerstreinen.
Doordat de reizigerstreinen steeds zwaarder werden, werden daarvoor nieuwe en sterkere locomotieven in dienst gesteld. De Castor - Maas werden in 1880 en 1881 omgebouwd voor de goederen- en rangeerdienst. De asindeling werd gewijzigd in 1B, waarbij de enkele as met grote drijfwielen werd vervangen door twee assen met kleinere drijfwielen. De trekkracht werd hierdoor aanmerkelijk vergroot. Tevens werden de locomotieven voorzien van een dak boven de voetplaat om de machinist en de stoker wat meer bescherming te bieden.
Tussen 1898 en 1909 werden de locomotieven buiten dienst gesteld. De Castor haalde hierbij een respectabele leeftijd van 49 jaar.

## Overzicht
| HSM nummer (sinds 1868) | Naam   | In dienst | Omgebouwd voor normaalspoor | Omgebouwd tot asindeling B1 | Uit dienst | Bijzonderheden                      |
| ----------------------- | ------ | --------- | --------------------------- | --------------------------- | ---------- | ----------------------------------- |
| 31                      | Castor | 1861      | 1868                        | 1881                        | 1909       |                                     |
| 32                      | Pollux | 1861      | 1868                        | 1880                        | 1898       |                                     |
| 33                      | Amstel | 1864      | 1868                        | 1880                        | 1902       | Tweede bezetting van de naam Amstel |
| 34                      | Maas   | 1864      | 1868                        | 1880                        | 1906       |                                     |

## Kenmerken
| Periode                           | 1861-1866                 | 1868-1879           | 1880-1909           |
| Aantal                            | 4                         | 4                   | 4                   |
| Nummering                         | geen nummers              | 31-34               | 31-34               |
| Fabrikant                         | R. Stephenson & Co.       | R. Stephenson & Co. | R. Stephenson & Co. |
| In dienst                         | 1861, 1864                | 1868                | 1880                |
| Uit dienst                        | 1866                      | 1879                | 1898-1909           |
| Asindeling                        | 1A1                       | 1A1                 | B1                  |
| Spoorwijdte                       | 1950 mm                   | 1435 mm             | 1435 mm             |
| Gewicht locomotief                | ?                         | ?                   | 30,8 ton            |
| Gewicht tender                    | ?                         | ?                   | 22,5 ton            |
| Middellijn drijfwielen            | 2000 mm / 1980 mm         | 1980 mm             | 1410 mm             |
| Middellijn loopwielen             | 1185 mm                   | 1185 mm             | 1185 mm             |
| Middellijn tenderwielen           | 1100 mm                   | 1100 mm             | 1100 mm             |
| Lengte over buffers               | ?                         | 13.021 mm           | 13.121 mm           |
| Hoogte                            | ?                         | 4265 mm             | 4530 mm             |
| Maximumsnelheid                   | ?                         | ?                   | ?                   |
| Verwarmd oppervlak vuurkist       | 7,9 m2 / 8,36 m2          | ?                   | 7,7 m2              |
| Verwarmd oppervlak vlampijpen     | ?                         | ?                   | 83,1 m2             |
| Verwarmd oppervlak                | 100 m2                    | ?                   | ?                   |
| Roosteroppervlak                  | 1,65 m2                   | 1,65 m2             | 1,67 m2             |
| Maximum stoomspanning             | 5,16 kg/cm2 / 5,16 kg/cm2 | 5,2 kg/cm2          | 6,2 kg/cm2          |
| Aantal cilinders                  | 2                         | 2                   | 2                   |
| Middellijn x slaglengte cilinders | 406 x 508 mm              | 406 x 506 mm        | 406 x 508 mm        |
| Stoomverdeling                    | Stephenson                | Stephenson          | Stephenson          |
| Waterinhoud                       | 7 m3                      | 7 m3                | 7 m3                |
| Brandstofvoorraad                 | 2,8 ton kolen             | 2,8 ton kolen       | 2,8 ton kolen       |
| Trekkracht                        | 1520 kg                   | 1530 kg             | 2570 kg             |
| Soortmerk                         |                           |                     | R                   |